# 強奪亞美尼亞
《强奪亞美尼亞》（全稱：“強奪亞美尼亞：歐蘿拉‧馬蒂根妮恩-一個基督徒女孩從大屠殺倖存的故事”）是阿莎露伊絲（歐蘿拉）‧馬蒂根妮恩在1918年寫的一本書，講述了她在亞美尼亞種族滅絕事件中的經歷。
一部根據該書改編的好萊塢電影於1919年拍攝，片名為《靈魂拍賣》（英語：Auction of Souls，也被稱為《强奪亞美尼亞》）。部分電影拷貝已經失傳，但馬蒂根妮恩的自傳仍在印刷中。

## 另請參見
- 老亨利·摩根索

## 進一步閱讀
- Slide, Anthony. Ravished Armenia and the Story of Aurora Mardiganian. Scarecrow Press, January 1, 1997. ISBN 0810833115, 9780810833111.

## 外部連結
- Ravished Armenia (film portion) and Ravished Armenia (book) available for free download at Internet Archive